# Système de Bethesda
Pour les articles homonymes, voir Bethesda.
Le système de Bethesda (The Bethesda System for Reporting Cervical Cytology) est utilisé pour interpréter un examen par frottis du col de l'utérus.
La classification de Bethesda (appelée alors The Bethesda System for Reporting Thyroid Cytopathology) s'applique également pour caractériser un nodule thyroïdien à l'issue d'une cytoponction,.
| Catégorie | Interprétation                       | Risque de malignité | Recommandations                                            |
| --------- | ------------------------------------ | ------------------- | ---------------------------------------------------------- |
| I         | Non diagnostique                     |                     | Refaire la cytoponction sous guidage échographique         |
| II        | Bénigne                              | 2 - 7 %             | Suivi clinique                                             |
| III       | Atypie de signification indéterminée | 13 - 30 %           | Deuxième ponction, surveillance ou lobectomie diagnostique |
| IV        | Néoplasme folliculaire               | 23 - 34 %           | Lobectomie diagnostique                                    |
| V         | Suspicion de malignité               | 67 - 83 %           | Lobectomie ou thyroïdectomie totale                        |
| VI        | Maligne                              | 97 - 100 %          | Lobectomie ou thyroïdectomie totale                        |